# 列福尔托沃区
列福尔托沃区（俄语：райо́н Лефо́ртово）是莫斯科东南行政区下属的区，位于亚乌扎河畔，面积9.06平方公里，人口109,711人，是重要的工业区。毗邻塔甘卡区、巴斯曼纳亚区、猎鹰山区、佩罗沃区、下诺夫哥罗德区。知名建筑包括列福尔托沃监狱、莫斯科动力学院等。它的名字是以俄国将军弗朗茨·勒福尔特命名的。